# 四国通建
四国通建株式会社（しこくつうけん）は、愛媛県今治市南大門町に本社を置く通信建設会社。NTTの専属工事会社である。

## 沿革
- 1945年（昭和20年）11月 - 越智伊平が越智電気商会を今治市に開業[2][3]。
- 1949年（昭和24年） 3月 - 株式会社越智組に組織変更[3]。
- 1965年（昭和40年）10月 - 四国通信建設株式会社に商号変更[3]。
- 1966年（昭和41年） 6月 - 豊国建設株式会社及び南海電設株式会社を吸収合併[3]。
- 1988年（昭和63年） 7月 - 四国通建株式会社に商号変更[3]。
- 1999年（平成11年） 4月 - ISO9001認証取得［電気通信工事の企画・設計・開発から施工・引渡し・付帯サービス］[3]。
- 2000年（平成12年） 5月 - ISO9001認証拡大［電気設備工事・土木工事・管工事・建築工事］[3]。
- 2002年（平成14年） 3月 - ISO14001・OHSAS18001認証取得[3]。
- 2006年（平成18年） 3月 - ISMS認証基準（Ver2.0）取得[3]。
- 2007年（平成19年） 1月 - プライバシーマーク使用許諾[3]。
- 2019年（平成31年） 1月 - 株式会社ミライト・ホールディングスと経営統合、当社は株式交換によりミライト・ホールディングスの完全子会社となる[4]。

## 事業内容
- 電気設備事業
- 土木関連事業  
  - 建築関連事業
  - 消防設備事業
- 情報関連事業
- ITソリューション事業
- 関連商品販売

## 主な事業
- 情報通信エンジニアリング工事
  - NTT工事
- 電気・通信設備工事（企業・官公庁など）
  - 通信設備工事（一般企業、官公庁、自治体、通信事業者）
  - 電気設備工事
- ITソリューション事業
  - 情報機器の販売保守、ソフトウェア開発
  - 官公庁、文教ソリューション等情報関係事業

## 事業所
- 本社
  - 本社 - 愛媛県今治市南大門町1-1-15
  - 購買部 - 愛媛県今治市鐘場町1丁目2-1
  - 建設本部 - 愛媛県今治市鐘場町1丁目2-1
  - 電設部 - 愛媛県今治市鐘場町1丁目2-1
  - ICT事業部 - 愛媛県今治市南大門町2丁目1-2
- 松山支店 - 愛媛県松山市平和通3-2-14
- 高松支店 - 香川県高松市昭和町1-1-26
- 徳島支店 - 徳島県徳島市東吉野町1-10-1
- 高知支店 - 高知県高知市比島町2-4-33
- 関西支店 - 大阪府大阪市中央区谷町2-5-5-502
- 今治営業所 - 愛媛県今治市南大門町2丁目1-2
- 松山営業所 - 愛媛県松山市平和通3丁目2-14
- 高松営業所 - 香川県高松市昭和町1-1-26
- 徳島営業所 - 徳島県徳島市東吉野町1丁目10-1
- 高知営業所 - 高知県高知市比島町2丁目4-33
- 新居浜営業所 - 愛媛県新居浜市久保田町2-3-2
- 西条営業所 - 愛媛県西条市樋之口字八町454-3
- 宇和島営業所 - 愛媛県宇和島市坂下津字日振新田甲407-91
- 西予営業所 - 愛媛県西予市宇和町久枝475-3

## グループ会社
- 越智電気工事（電気・電気通信工事設計・施工）
- STKテクノ（電気通信設備の構築･保守）

## 開発商品
- 『楽に出入くん』
- 排ガス式乳剤スプレイヤ
- 属性関連設備表示ツール
- ケーブル接続作業台
- 硬質スパイラル巻付補助具
- スパイラルハンガ先端誘導金車
- 『オトミル君』
- RSBM-F作業用テント
- 安全標識板取付工具 （自由形）

## 施工実績
- ありがとうサービス. 夢スタジアム
- 岩城島保育所
- 松山外環状道路インター線